# Anna Rebeca Mezquita Almer
Ana Rebeca Mezquita Almer (Onda, Castellón, 26 de octubre de 1890-San Cristóbal de la Laguna, Tenerife, 6 de octubre de 1970) fue una poeta española.

## Biografía
La menor de cinco hermanos de una familia acomodada de Onda, en la provincia de Castellón, España.  Estudió en el Colegio de la Consolación. Siendo ella bastante joven, su padre que era farmacéutico traslada la farmacia familiar a Nules. Ana Rebeca se casa allí en 1917 con un abogado, de familia republicana y valencianista. Después de casarse fija su residencia inicialmente en Valencia, luego en Ugíjar, provincia de Granada y finalmente en 1931, a los 41 años, en San Cristóbal de la Laguna, Tenerife, por motivos laborales de su marido. Es allí en Tenerife, donde se dedica a escribir sus poemas.

## Obra
Su producción poética se inicia en la madurez, una vez instalada en las Islas Canarias, y gracias a las lecturas de los poetas de la Renaixença, sobre todo de Jacinto Verdaguer. 
En el año 1952 fue premiada en los Juegos Florales de Valencia, celebrados en Lo Rat Penat, pero cuando Carles Salvador y Enric Soler i Godes se dieron cuenta de que el ganador era una mujer, le retiraron el premio.
A través de su hermano conoce a Bernat Artola Tomás, que influyó para que se publicara su primer libro: Vidres (1953).
En 1954, Joan Fuster, en una carta escrita a Gaietà Huguet i Segarra, se muestra sorprendido: Me han dicho que en Castellón ha aparecido una nueva poetisa: Anna Rebeca Mesquida o Mesquita. Da gusto esta recuperación de nuestras letras. ¡Si pudéramos consolidarla!.
Su poesía presenta dos vertientes: por una parte el estilo juegofloralesco, con especial predilección por los temas de la naturaleza y el paisaje; y por otra parte la atención a la temática intimista.